# Championnats de France d'athlétisme en salle 1997
Navigation
Édition précédente Édition suivante
Les Championnats de France d'athlétisme en salle 1997 ont eu lieu les 22 et 23 février 1997 au Stadium de Bordeaux-Lac de Bordeaux

## Palmarès
| Discipline       | Hommes             | Hommes         | Femmes                     | Femmes         |
| ---------------- | ------------------ | -------------- | -------------------------- | -------------- |
| 60 m             | Stéphane Cali      | 6 s 69         | Frédérique Bangué          | 7 s 21         |
| 200 m            | Christophe Cheval  | 21 s 20        | Fabienne Ficher            | 23 s 57        |
| 400 m            | Fred Mango         | 47 s 68        | Marie-Françoise Opheltès   | 53 s 85        |
| 800 m            | Ousmane Diarra     | 1 min 50 s 79  | Patricia Djaté-Taillard    | 2 min 4 s 10   |
| 1 500 m          | Nadir Bosch        | 3 min 43 s 58  | Frédérique Quentin         | 4 min 13 s 78  |
| 3 000 m          | Saïd Chébili       | 7 min 58 s 27  | Laurence Duquénoy          | 8 min 59 s 64  |
| 60 m haies       | Philippe Lamine    | 7 s 70         | Patricia Girard            | 7 s 95         |
| Saut en hauteur  | Didier Detchenique | 2,26 m         | Marie Collonvillé          | 1,83 m         |
| Saut à la perche | Alain Andji        | 5,80 m         | Amandine Homo              | 3,95 m         |
| Saut en longueur | Emmanuel Bangué    | 8,04 m         | Corinne Hérigault          | 6,14 m         |
| Triple saut      | Serge Hélan        | 17,24 m        | Betty Lise                 | 13,50 m        |
| Lancer du poids  | Jean-Louis Lebon   | 18,57 m        | Laurence Manfrédi          | 16,23 m        |
| 3 000 m marche   | -                  | -              | Anne-Catherine Berthonnaud | 13 min 33 s 19 |
| 5 000 m marche   | Jean-Claude Corre  | 19 min 31 s 89 | -                          | -              |